# Élections législatives de 1876 dans le Calvados
Les élections législatives de 1876 ont eu lieu les 20 février et 5 mars 1876.

## Résultats à l'échelle du département
| Partis         | Partis           | Premier tour | Premier tour | Deuxième tour | Deuxième tour | Sièges |
| Partis         | Partis           | Voix         | %            | Voix          | %             | Sièges |
| -------------- | ---------------- | ------------ | ------------ | ------------- | ------------- | ------ |
|                | Constitutionnels | 31 811       | 39,41        | 5 293         | 14,93         | 2      |
|                | Bonapartistes    | 21 035       | 26,06        | 13 293        | 37,51         | 2      |
|                | Centre gauche    | 18 570       | 23,01        | 6 589         | 18,59         | 3      |
|                | Républicains     | 9 297        | 11,52        | 10 267        | 28,97         | 0      |
|                |                  |              |              |               |               |        |
| Inscrits       | Inscrits         | 119 748      | 100,00       | 53 120        | 100,00        | 7      |
| Votants        | Votants          | 81 372       | 67,95        | 35 697        | 67,20         |        |
| Abstentions    | Abstentions      | 38 376       | 32,05        | 17 423        | 32,80         |        |
| Blancs et nuls | Blancs et nuls   | 659          | 0,81         | 255           | 0,71          |        |
| Exprimés       | Exprimés         | 80 713       | 99,19        | 35 442        | 99,29         |        |

## Résultats par arrondissement

### Arrondissement de Bayeux
| Candidats      | Candidats                 | Étiquette       | Premier tour | Premier tour | Deuxième tour | Deuxième tour |
| Candidats      | Candidats                 | Étiquette       | Voix         | %            | Voix          | %             |
| -------------- | ------------------------- | --------------- | ------------ | ------------ | ------------- | ------------- |
|                | Lucien Pillet Desjardins  | Centre gauche   | 5 805        | 47,57        | 6 589         | 55,45         |
|                | Niobey                    | Constitutionnel | 3 699        | 30,31        | 5 293         | 44,55         |
|                | Alexandre Douesnel-Dubosq | Bonapartiste    | 2 700        | 22,12        |               |               |
|                |                           |                 |              |              |               |               |
| Inscrits       | Inscrits                  | Inscrits        | 19 097       | 100,00       | 19 097        | 100,00        |
| Votants        | Votants                   | Votants         | 12 307       | 64,44        | 11 988        | 62,77         |
| Abstention     | Abstention                | Abstention      | 6 790        | 35,56        | 7 109         | 37,23         |
| Blancs et nuls | Blancs et nuls            | Blancs et nuls  | 103          | 0,84         | 106           | 0,88          |
| Exprimés       | Exprimés                  | Exprimés        | 12 204       | 99,16        | 11 882        | 99,12         |

### Arrondissement de Caen

#### 1recirconscription
| Candidats      | Candidats       | Étiquette       | Premier tour | Premier tour |
| Candidats      | Candidats       | Étiquette       | Voix         | %            |
| -------------- | --------------- | --------------- | ------------ | ------------ |
|                | Charles Houyvet | Centre gauche   | 5 288        | 51,08        |
|                | Désiré Desloges | Constitutionnel | 5 065        | 48,92        |
|                |                 |                 |              |              |
| Inscrits       | Inscrits        | Inscrits        | 14 944       | 100,00       |
| Votants        | Votants         | Votants         | 10 462       | 70,01        |
| Abstention     | Abstention      | Abstention      | 4 482        | 29,99        |
| Blancs et nuls | Blancs et nuls  | Blancs et nuls  | 109          | 1,04         |
| Exprimés       | Exprimés        | Exprimés        | 10 353       | 98,96        |

#### 2ecirconscription
| Candidats      | Candidats                 | Étiquette       | Premier tour | Premier tour |
| Candidats      | Candidats                 | Étiquette       | Voix         | %            |
| -------------- | ------------------------- | --------------- | ------------ | ------------ |
|                | Albert Delacour           | Constitutionnel | 4 951        | 52,92        |
|                | Louis Joret des Closières | Bonapartiste    | 4 405        | 47,08        |
|                |                           |                 |              |              |
| Inscrits       | Inscrits                  | Inscrits        | 15 788       | 100,00       |
| Votants        | Votants                   | Votants         | 9 568        | 60,60        |
| Abstention     | Abstention                | Abstention      | 6 220        | 39,40        |
| Blancs et nuls | Blancs et nuls            | Blancs et nuls  | 212          | 2,22         |
| Exprimés       | Exprimés                  | Exprimés        | 9 356        | 97,78        |

### Arrondissement de Falaise
| Candidats      | Candidats           | Étiquette       | Premier tour | Premier tour |
| Candidats      | Candidats           | Étiquette       | Voix         | %            |
| -------------- | ------------------- | --------------- | ------------ | ------------ |
|                | François d'Harcourt | Constitutionnel | 7 807        | 74,54        |
|                | Jean Gimet          | Bonapartiste    | 2 667        | 25,46        |
|                |                     |                 |              |              |
| Inscrits       | Inscrits            | Inscrits        | 15 253       | 100,00       |
| Votants        | Votants             | Votants         | 10 604       | 69,52        |
| Abstention     | Abstention          | Abstention      | 4 649        | 30,48        |
| Blancs et nuls | Blancs et nuls      | Blancs et nuls  | 130          | 1,23         |
| Exprimés       | Exprimés            | Exprimés        | 10 474       | 98,77        |

### Arrondissement de Lisieux
| Candidats      | Candidats                       | Étiquette       | Premier tour | Premier tour | Deuxième tour | Deuxième tour |
| Candidats      | Candidats                       | Étiquette       | Voix         | %            | Voix          | %             |
| -------------- | ------------------------------- | --------------- | ------------ | ------------ | ------------- | ------------- |
|                | Alexandre Lavalley              | Républicain     | 5 012        | 39,96        | 5 516         | 43,98         |
|                | Pierre-Louis de Colbert-Laplace | Bonapartiste    | 4 138        | 32,99        | 7 027         | 56,02         |
|                | Paul-Louis Target               | Constitutionnel | 3 393        | 27,05        |               |               |
|                |                                 |                 |              |              |               |               |
| Inscrits       | Inscrits                        | Inscrits        | 18 543       | 100,00       | 18 543        | 100,00        |
| Votants        | Votants                         | Votants         | 12 581       | 67,85        | 12 652        | 68,23         |
| Abstention     | Abstention                      | Abstention      | 5 962        | 32,15        | 5 891         | 31,77         |
| Blancs et nuls | Blancs et nuls                  | Blancs et nuls  | 38           | 0,30         | 109           | 0,86          |
| Exprimés       | Exprimés                        | Exprimés        | 12 543       | 99,70        | 12 543        | 99,14         |

### Arrondissement de Pont-l'Evêque
| Candidats      | Candidats              | Étiquette       | Premier tour | Premier tour | Deuxième tour | Deuxième tour |
| Candidats      | Candidats              | Étiquette       | Voix         | %            | Voix          | %             |
| -------------- | ---------------------- | --------------- | ------------ | ------------ | ------------- | ------------- |
|                | Paul Aubert            | Républicain     | 4 285        | 39,01        | 4 751         | 43,12         |
|                | Anatole Flandin        | Bonapartiste    | 3 431        | 31,24        | 6 266         | 56,88         |
|                | Cornélis Henri de Witt | Constitutionnel | 3 268        | 29,75        |               |               |
|                |                        |                 |              |              |               |               |
| Inscrits       | Inscrits               | Inscrits        | 15 480       | 100,00       | 15 480        | 100,00        |
| Votants        | Votants                | Votants         | 11 016       | 71,16        | 11 057        | 71,43         |
| Abstention     | Abstention             | Abstention      | 4 464        | 28,84        | 4 423         | 28,57         |
| Blancs et nuls | Blancs et nuls         | Blancs et nuls  | 32           | 0,29         | 40            | 0,36          |
| Exprimés       | Exprimés               | Exprimés        | 10 984       | 99,71        | 11 017        | 99,64         |

### Arrondissement de Vire
| Candidats      | Candidats       | Étiquette       | Premier tour | Premier tour |
| Candidats      | Candidats       | Étiquette       | Voix         | %            |
| -------------- | --------------- | --------------- | ------------ | ------------ |
|                | Arsène Picard   | Centre gauche   | 7 477        | 50,52        |
|                | Jules Delafosse | Bonapartiste    | 3 694        | 24,96        |
|                | De Larturière   | Constitutionnel | 3 628        | 24,52        |
|                |                 |                 |              |              |
| Inscrits       | Inscrits        | Inscrits        | 20 643       | 100,00       |
| Votants        | Votants         | Votants         | 14 834       | 71,86        |
| Abstention     | Abstention      | Abstention      | 5 809        | 28,14        |
| Blancs et nuls | Blancs et nuls  | Blancs et nuls  | 35           | 0,24         |
| Exprimés       | Exprimés        | Exprimés        | 14 799       | 99,76        |